# Stiburus
Stiburus is een geslacht uit de grassenfamilie (Poaceae). De soorten van dit geslacht komen voor in Afrika, gematigd Azië, tropisch Azië, Australazië en Oceanië.

## Soorten
Van het geslacht zijn de volgende soorten bekend: 
- Stiburus alopecuroides
- Stiburus conrathii